# Dirceu Pinto
Dirceu José Pinto (Mogi das Cruzes, 10 de setembro de 1980 – Mogi das Cruzes, 1 de abril de 2020) foi um jogador de bocha paralímpico brasileiro. Conquistou quatro medalhas de ouro em duas edições dos Jogos Paralímpicos: duas em Londres 2012 e duas em Pequim 2008; além de uma de prata nos Jogos Paralímpicos de Verão de 2016 no Rio de Janeiro, ao lado dos irmãos Marcelo dos Santos e Eliseu dos Santos.
Morreu no dia 1 de abril de 2020, aos 39 anos, em decorrência de um ataque cardíaco.